# Ulrich Waibel
Ulrich Waibel (* 1958 in Wels) ist ein österreichischer Grafiker und Maler.

## Leben und Wirken
Waibel ist Absolvent der Hochschule für künstlerische und industrielle Gestaltung Linz. Arbeiten von ihm wurden unter anderem von der Kunstsammlung des Landes Oberösterreich, der Albertina in Wien, vom Lentos Kunstmuseum Linz und vom Museum der Moderne Salzburg angekauft. Waibel lebt und arbeitet in Ried im Traunkreis. Er gehört seit 1994 der Künstlervereinigung MAERZ an.

## Einzelausstellungen (Auswahl)
- Galerie im Traklhaus, Salzburg, 2004
- Kubin-Haus, Schloss Zwickledt, 2004
- Nordico – Museum der Stadt Linz, 2008
- Raum – Bewegung – Ton, Kunstverein Steyr, Steyr, 2011

## Ausstellungsbeteiligungen (Auswahl)
- Eins, zwei, drei, ... fünfzig, Galerie im Traklhaus, Salzburg, 1994
- Ein Fest der Zeichnung, Galerie März, Linz, 1998
- Lineamente International: Von der Linie zur Zeichnung, Neue Galerie der Stadt Linz, 1999
- 30 Jahre Galerie im Traklhaus, Teil 2, 1983–1992, Galerie im Traklhaus, Salzburg, 2003
- 4 Positionen, Niederösterreichisches Dokumentationszentrum für moderne Kunst, St. Pölten, 2005
- TÜR AN TÜR, Atelierhaus der Wirtschaft Oberösterreichs, Nordico, Museum der Stadt Linz, Linz, 2008
- Wegmarken, Maerz 1952–2002, Künstlervereinigung MAERZ, Architekturforum Oberösterreich, Linz, 2013
- Das kleine Grafikkabinett, Kunstsammlung des Landes Oberösterreich, Linz, 2014

## Auszeichnungen
- Preis des Kulturringes der Wirtschaft Oberösterreich, 1987
- 2. Preis beim Römerquelle Kunstwettbewerb, 1988
- Talentförderungsprämie Traklhaus Salzburg, Preis des Landes Salzburg, 1989
- RENTA Preis des Förderkreises Bildende Kunst, Nürnberg
- Talentförderungsprämie des Landes Oberösterreich
- Preis der Stadt Innsbruck beim Österreichischen Grafikwettbewerb Innsbruck, 1991

## Publikationen
- Ulrich Waibel  in: Österreichische Kunst der Gegenwart X., Neue Galerie der Stadt Linz, Ausstellungskatalog, Linz, 1989